# Dicliptera heterostegia
Dicliptera heterostegia là một loài thực vật có hoa trong họ Ô rô. Loài này được C.Presl mô tả khoa học đầu tiên năm 1845.